# لغويات وظيفية نظامية

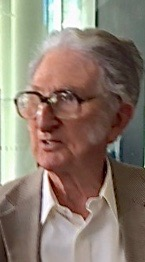

اللغويات الوظيفية النظامية أو اللسانيات الوظيفية النظامية (بالإنجليزية: Systemic functional linguistics)‏ هي نهج في علم اللغويات تعتبر اللغة نظامًا سيموطيقيًا اجتماعيًا.
ابتكر النهج مايكل هاليداي، الذي أخذ فكرته عن النظام من أستاذه جون روبرت فيرث (هاليداي، 1961). اقترح فيرث أن يشير المنهج إلى الاحتمالات الخاضعة للبنية، فقد «حرر» هاليداي الاختيار من البنية وجعلها البعد التنظيمي المركزي ل إس إف إل. بعبارات أكثر تقنية، في حين أن العديد من المقاربات للوصف اللغوي تضع البنية والمحور التركيبي قبل كل شيء، تعتمد إس إف إل المحور النموذجي كنقطة انطلاقه. كانت النظامية تتقدم المحور النموذجي لسوسور في فهم كيفية عمل اللغة. بالنسبة إلى هاليداي، فإن المبدأ النظري المركزي هو أن أي فعل للتواصل يتضمن خيارات. اللغة هي قبل كل شيء نظام، واللغويات الوظيفية النظامية تعين الخيارات المتاحة في أي مجموعة لغوية باستخدام أداة تمثيل «شبكة النظام» الخاصة بها.
يشير مصطلح الوظيفية إلى أن اللغة تطورت تحت ضغط الوظائف التي يجب أن يخدمها نظام اللغة. تؤخذ الوظائف لتركها بصمات على هيكل وتنظيم اللغة في جميع المستويات، والتي تُحقق عن طريق استخدام الوظائف الكبرى. تُعرف الوظائف الكبرى بشكل فريد في إس إف إل على أنها «تنظيم الإطار الوظيفي حول النظم»، أي الخيارات. هذه المقاربة تختلف كثيرًا عن المقاربات «الوظيفية» الأخرى، مثل قواعد ديك الوظيفية (إف جي، أو تعرف الآن بقواعد الخطاب الوظيفي) والنحو الوظيفي المعجمي. لتجنب الالتباس، تُستخدم التسمية الكاملة، اللغويات الوظيفية النظامية، بدلاً من القواعد الوظيفية أو اللغويات الوظيفية.
بالنسبة إلى هاليداي، تتضمن جميع اللغات ثلاث وظائف كبرى أُنشئت في وقت واحد: واحدة تفسر تجربة عوالمنا الخارجية والداخلية (تصورية)، وأخرى لسن العلاقات الاجتماعية (العلاقات الشخصية)، والثالثة تنسج معًا هاتين الوظيفتين لإنشاء نص (نصية - الصياغة).

## مفهوم النظام في اللغويات
كما يوحي الاسم، فإن مفهوم النظام هو جانب محدد في اللغويات الوظيفية النظامية. تعود أصول الفكرة في علم اللغويات إلى فرديناند دي سوسور، ومفهومه للعلاقات النموذجية في العلامات. أُسس المبدأ النموذجي في علم السميوطيقا (العلامات) من قبل سوسور، الذي أظهر مفهومه للقيمة (بالفرنسية «فالور»)، والعلامات كمصطلحات في النظام، «التنظيم النموذجي باعتباره البعد الأكثر تجريدًا للمعنى». يستخدم النظام بطريقتين مرتبطتين في النظرية الوظيفية النظامية. تستخدم اللغويات الوظيفية النظامية فكرة النظام للإشارة إلى اللغة ككل، (مثل «منهج اللغة»)، وهو استخدام مستمد من يلميسلو. في هذا السياق، يصف جاي ليمكي اللغة كنظام مفتوح وديناميكي. هناك أيضًا مفهوم جون روبرت فيرث للنظام، الذي تزود المناهج اللغوية فيه عناصر البنية بالخلفية. يجادل هاليداي بأن النظام بالمعنى الذي استخدمه فيرث كان مفهومًا يوجد فقط في نظرية فيرث اللغوية.